# Кожахметов, Арман Тулешович
Арман Тулешович Кожахметов (каз. Арман Төлешұлы Қожахметов; род. 9 октября 1967; Сатпаев, Карагандинская область, Казахская ССР, СССР) — казахстанский государственный деятель, бывший депутат Мажилиса Парламента Республики Казахстан (2012–2016, 2016–2023).

## Биография
Арман Тулешович Кожахметов Родился в 1967 году в городе Сатпаев Карагандинской области. 
Окончил Карагандинский государственный университет, Институт рынка при Казахской Государственной Академии Управления, Высшую школу бизнеса Академии народного хозяйства при Правительстве Российской Федерации.
После окончания университета работал юристом, начальником юридического отдела АО «Жезказганцветмет».
С 1999 по 2001 годы — заместитель управляющего по правовым вопросам филиала корпорации «Казахмыс» «Востокказмедь».
С 2001 по 2007 годы — заместитель директора Департамента юридической службы корпорации «Казахмыс».
С 2007 по 2012 годы — директор Департамента юридической службы корпорации «Казахмыс».
С 18 января 2012 по 20 января 2016 годы — депутат Мажилиса Парламента Республики Казахстан V созыва по партийному списку партии «Нур Отан», член Комитета по законодательству и судебно-правовой реформе Мажилиса Парламента РК.
С 24 марта 2016 года — депутат Мажилиса Парламента Республики Казахстан VІ созыва от партии «Нур Отан», член Комитета по законодательству и судебно-правовой реформе Мажилиса Парламента РК.

## Награды
- Медаль «За боевые заслуги» (1988 год)
- Медаль «70 лет Вооружённых Сил СССР» (1988 год)
- Медаль «15 лет вывода советских войск из Демократической Республики Афганистан» (2004 год)
- Медаль «20 лет вывода советских войск из Демократической Республики Афганистан» (2009 год)

Награды Республики Казахстан
- Медаль «20 лет независимости Республики Казахстан» (2011 год)
- Медаль «Ерен Еңбегі үшін» («За трудовое отличие» 13 декабря 2012 года)[3]
- Медаль «20 лет Конституции Республики Казахстан» (2015 год)
- Медаль «25 лет независимости Республики Казахстан» (2016 год)[4]

Награды международных организаций
- Медаль «За укрепление парламентского сотрудничества» (24 ноября 2016 года, Межпарламентская ассамблея СНГ) — за особый вклад в развитие парламентаризма, укрепление демократии, обеспечение прав и свобод граждан в государствах — участниках Содружества Независимых Государств[5][6]
- Медаль «МПА СНГ. 25 лет» (27 марта 2017 года, Межпарламентская ассамблея СНГ) — за заслуги в деле развития и укрепления парламентаризма, за вклад в развитие и совершенствование правовых основ функционирования Содружества Независимых Государств, укрепление международных связей и межпарламентского сотрудничества[7]